# Oliver Stone
William Oliver Stone (Nova York, 15 de setembre de 1946) és un director de cinema i guionista estatunidenc. Stone és conegut com un director controvertit però aclamat, tractant temes que van des de la guerra del Vietnam i la política nord-americana fins a biopics musicals i drames criminals. Ha rebut nombrosos reconeixements, com ara quatre premis de l'Acadèmia, un BAFTA, un Emmy Primetime i cinc Globus d'or.
Stone va néixer a la ciutat de Nova York i més tard va assistir breument a la Universitat Yale. El 1967, Stone es va allistar a l'exèrcit dels Estats Units durant la guerra del Vietnam. Després va servir de 1967 a 1968 a la  25a Divisió d'Infanteria i va resultar ferit dues vegades en acció. Pel seu servei, va rebre honors militars com l'Estrella de Bronze amb Fermall «V» pel valor, el Cor Porpra amb el manat de fulles de roure, la Medalla del Servei a la Defensa Nacional, la Medalla del Servei al Vietnam amb una estrella de servei de plata. El seu servei al Vietnam seria la base de la seva carrera posterior com a cineasta en la representació de la brutalitat de la guerra.
Stone va començar la seva carrera cinematogràfica escrivint els guions de Midnight Express (1978), pel qual va guanyar l'Oscar al millor guió adaptat, Conan the Barbarian (1982) i Scarface (1983). Després va assolir protagonisme com a escriptor i director dels drames cinematogràfics de la guerra del Vietnam Platoon (1986) i Born on the Fourth of July (1989), pels quals va rebre els premis de l'Acadèmia al millor director i a la millor pel·lícula per la primera i de nou al millor director per a la darrera. També va dirigir Salvador (1986), Wall Street i la seqüela Wall Street: Money Never Sleeps (2010), The Doors (1991), JFK (1991), Heaven & Earth (1993), Natural Born Killers (1994), Nixon (1995), Any Given Sunday (1999), W. (2008) i Snowden (2016).
Moltes de les pel·lícules de Stone se centren en temes polèmics polítics nord-americans a finals del segle xx, i com a tals eren considerades polèmiques en el moment dels seus estrenes. Stone ha estat crític amb la política exterior estatunidenca , que considera impulsada per agendes nacionalistes i imperialistes. Ha aprovat els polítics Hugo Chávez i Vladímir Putin, aquest darrer dels quals va ser objecte de The Putin Interviews (2017). Igual que el seu tema, Stone és una figura controvertida en el cinema nord-americà, amb alguns crítics que l'acusen de promoure les teories de la conspiració.

## Biografia

### Primers anys
Stone va néixer a la ciutat de Nova York, fill d'una dona francesa anomenada Jacqueline (née Goddet) i Louis Stone (nascut Louis Silverstein), un corredor de borsa. Va créixer a Manhattan i Stamford, Connecticut. Els seus pares es van conèixer durant la Segona Guerra Mundial, quan el seu pare lluitava com a part de la força aliada a França. El pare de Stone, nascut als Estats Units, era jueu, mentre que la mare nascuda a França era catòlica romana, tots dos no practicants. Stone va ser criar-se a l'Església Episcopal, i ara practica el budisme.
Stone va assistir a la Trinity School a la ciutat de Nova York abans que els seus pares l'enviessin a The Hill School, una escola preparatòria per a la universitat a Pottstown, Pennsilvània. Els seus pares es van divorciar bruscament mentre ell era a l'escola (1962) i això, com que era fill únic, el va marcar profundament. La mare de Stone era sovint absent i el seu pare va tenir un gran impacte en la seva vida; potser per això, les relacions pare-fill apareixen molt a les pel·lícules de Stone.
Sovint passava part de les seves vacances d'estiu amb els seus avis materns a França, tant a París com a La Ferté-sous-Jouarre a Seine-et-Marne. Stone també va treballar als 17 anys a l'intercanvi mercantil de sucre i cacau de París, una feina que va ser una inspiració per a Stone per a la pel·lícula Wall Street. Parla francès amb fluïdesa. Stone es va graduar a The Hill School el 1964.
Stone va ser admès a la Universitat Yale però va marxar el juny de 1965 als 18 anys per ensenyar anglès als estudiants de secundària durant sis mesos a Saigon al Free Pacific Institute de Vietnam del Sud. Després, va treballar durant un breu temps com a eixugaparabrises en un vaixell de la Marina Mercant el 1966, viatjant des d'Àsia fins a Oregon a través de l'aspre oceà Pacífic al gener. Va tornar a Yale, on va abandonar una segona vegada (en part a causa de treballar en una novel·la autobiogràfica, «A Child's Night Dream», publicada el 1997 per St. Martin's Press).

### Exèrcit dels Estats Units
L'abril de 1967, Stone es va allistar a l'exèrcit dels Estats Units i va sol·licitar un servei de combat al Vietnam. Des del 27 de setembre de 1967 fins al 23 de febrer de 1968, va servir a Vietnam amb el 2n Escamot, Companyia B, 3r Batalló, 22è Regiment d'Infanteria, 25è Divisió d'Infanteria i va resultar ferit dues vegades en acció. Després va ser transferit a la  1a Divisió de Cavalleria participant en patrulles de reconeixement de llarg abast abans de ser transferit de nou per conduir per a una unitat d'infanteria motoritzada de la divisió fins al novembre de 1968.
Pel seu servei, els seus premis militars inclouen l'Estrella de Bronze amb Fermall «V» al valor, el Cor Porpra amb manat de fulles de roure per indicar dos premis, la Medalla de l'Aire, la medalla d'Elogi de l'Exèrcit, la insígnia de tirador amb barra de rifle, la insígnia de tirador amb barra de fusell automàtic, la Medalla del Servei a la Defensa Nacional, la Medalla del Servei al Vietnam amb una estrella de plata de servei, la Creu de galanteria de la República del Vietnam amb citació d'unitat amb palma, dues barres de servei a l'estranger, la medalla de la campanya del Vietnam i la insígnia del combat d'infanteria.

#### Condecoracions i honors
(a l'exèrcit dels Estats Units)
|                                                                                           |                              |                              |  |
| V · Plantilla:Ribbon devices/alt · Bronze oak leaf cluster · Plantilla:Ribbon devices/alt |                              |                              |  |
| Plantilla:Ribbon devices/alt                                                              | Plantilla:Ribbon devices/alt | Plantilla:Ribbon devices/alt |  |
| Plantilla:Ribbon devices/alt                                                              | Plantilla:Ribbon devices/alt | Plantilla:Ribbon devices/alt |  |

## Obra

### 1970s

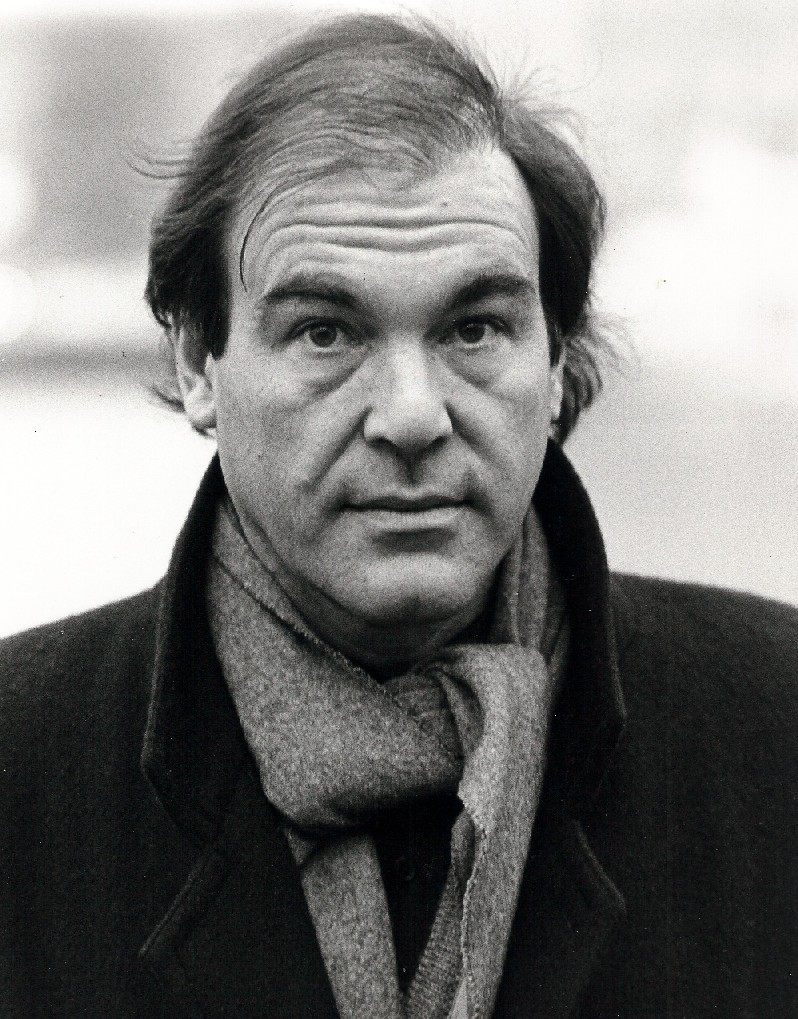
Stone el febrer de 1987

Stone es va graduar a la Universitat de Nova York amb una llicenciatura en Belles Arts en cinema el 1971, on els seus professors incloïen el director i exalumne de la NYU Martin Scorsese. El mateix any, va tenir un petit paper d'actuació a la comèdia The Battle of Love's Return. Stone va fer un curt i ben rebut pel·lícula de 12 minuts Last Year in Viet Nam. Va treballar com a taxista, ajudant de producció cinematogràfica, missatger i venedor abans de deixar la seva empremta al cinema com a guionista a finals dels anys setanta, en el període entre les seves dues primeres pel·lícules com a director: les pel·lícules de terror Seizure and The Hand.
El 1979, Stone va rebre el seu primer Oscar, després d'adaptar la història presidiària real de la presó Midnight Express a l'exitosa pel·lícula homònima per al director britànic Alan Parker (els dos homes més tard col·laborarien a la pel·lícula de 1996 del musical Evita L'autor original, Billy Hayes, al voltant del qual està ambientada la pel·lícula, va dir que la descripció de la pel·lícula de les condicions de la presó era precisa. Hayes va dir que «el missatge de 'Midnight Express' no és 'No vagis a Turquia. És 'No siguis un idiota com jo, que intenta passar drogues'.» Stone més tard es va disculpar amb Turquia per haver dramatitzat excessivament el guió, mentre es va mantenir al costat de la brutal brutalitat de les presons turques de la pel·lícula.

### 1980s
Stone va escriure més èxits, inclosa l'èpica Scarface, del senyor de la droga de Brian De Palma, vagament inspirada en la seva pròpia addicció a la cocaïna, que va superar amb èxit mentre treballava en el guió També va escriure Year of the Dragon (coescrit amb Michael Cimino) amb Mickey Rourke, abans que la seva carrera comencés com a escriptor i director el 1986. Com el seu contemporani Michael Mann, Stone és inusual en haver escrit o co-escrit la majoria de les pel·lícules que ha dirigit. El 1986, Stone va dirigir dues pel·lícules adossades: l'aclamat per la crítica, però sense èxit comercial, Salvador, rodat en gran part a Mèxic, i el seu llarg projecte en desenvolupament de Vietnam Platoon, rodat a les Filipines.
Platoon va portar el nom de Stone a un públic molt més ampli. Finalment, també va iniciar una intensa carrera de direcció, que el va veure fent nou pel·lícules durant la propera dècada. Al costat d'alguna reacció negativa, Platoon va guanyar moltes crítiques elogioses (Roger Ebertla va anomenar més tard la novena millor pel·lícula dels anys vuitanta), gran públic i premis de l'Acadèmia a la millor pel·lícula i al millor director. L'any 2007, una votació de la indústria cinematogràfica la va situar en el lloc 83 en una enquesta de l'American Film Institute «AFI's 100 Years ... 100 Movies» de les millors pel·lícules americanes del segle anterior. El canal de televisió britànic Channel 4 va votar Platoon com la sisena pel·lícula de guerra més gran mai feta. El 2019, Platoon va ser seleccionada per la Biblioteca del Congrés per a conservar-la al National Film Registry dels Estats Units per ser «culturalment, històricament o estèticament significatiu».
Platoon va ser la primera de les tres pel·lícules que Stone ha fet sobre la guerra del Vietnam: les altres van ser Born on the Fourth of July. i Heaven & Earth, cadascuna tractant diferents aspectes de la guerra. Platoon és una pel·lícula semi-autobiogràfica sobre l'experiència de Stone en combat; Born on the Fourth of July es basa en l'autobiografia del marine nord-americà convertida en activista per la pau Ron Kovic; Heaven & Earth es basa en les memòries When Heaven and Earth Changed Places, en què Le Ly Hayslip recorda la seva vida com a noia de poble vietnamita dràsticament afectada per la guerra i que troba una altra vida als Estats Units.
Després de l'èxit de Platoon, Stone va dirigir un altre èxit, Wall Street, de 1987, protagonitzat per Charlie Sheen i Michael Douglas. L'intèrpret principal Michael Douglas va rebre un premi de l'Acadèmia al millor actor pel seu paper d'un despietat tauró corporatiu de Wall Street. Després de Wall Street, va dirigir una altra pel·lícula l'any següent: Talk Radio, basada en l'obra d'Eric Bogosian nominada al Pulitzer. Talk Radio es va publicar el 1988.

### 1990s
The Doors, estrenada el 1991, va rebre crítiques de l'antic teclista dels Doors Ray Manzarek durant una sessió de preguntes i respostes a la Indiana University East el 1997. Durant la discussió, Manzarek va declarar que es va asseure amb Stone sobre els Doors i Jim Morrison durant més de 12 hores. Patricia Kennealy-Morrison —crítica i autora de rock— va ser consultora de la pel·lícula, en la qual fa un cameo, però escriu a les seves memòries Strange Days: My Life With and Without Jim Morrison (Dutton, 1992) que Stone va ignorar. Tot el que ella li va dir i va procedir amb la seva pròpia versió dels fets. Des del moment en què es va estrenar la pel·lícula, la va considerar falsa i inexacte. Els altres antics membres supervivents de la banda, John Densmore i Robby Krieger, també van cooperar amb el rodatge de Doors , però Krieger es va distanciar del treball abans de l'estrena de la pel·lícula. No obstant això, Densmore va pensar molt en la pel·lícula, i de fet va celebrar el seu llançament en DVD en un panell amb Oliver Stone.
Durant aquest mateix període, Stone va dirigir una de les seves pel·lícules més ambicioses, controvertides i reeixides: JFK, que representa l'assassinat de John F. Kennedy el 22 de novembre de 1963. El 1991, Stone va mostrar JFK al Congrés a Capitol Hill, la qual cosa va ajudar a conduir a l'aprovació de la Llei de divulgació de materials d'assassinat de 1992. L'Assassination Records Review Board (creada pel Congrés per reduir, però no acabar amb el secret que envolta l'assassinat de Kennedy) va discutir la pel·lícula, inclosa l'observació de Stone al final de la pel·lícula, sobre el perills inherents al secret governamental. Stone va publicar una versió anotada del guió, en la qual cita referències per a les seves afirmacions, poc després de l'estrena de la pel·lícula. Va dir: «Faig les meves pel·lícules com si t'anessis a morir si et perds el minut següent. Millor que no vagis a buscar crispetes».
La sàtira de Stone dels mitjans de comunicació moderns, Natural Born Killers es va estrenar el 1994. Originalment basada en un guió de Quentin Tarantino, però significativament reescrit per Stone, Richard Rutowski i David Veloz, els crítics van reconèixer la seva representació de la violència i la sàtira prevista. als mitjans de comunicació. Abans de ser estrenada, la MPAA va donar a la pel·lícula una qualificació NC-17; això va fer que Stone tallés quatre minuts de metratge de pel·lícula per tal d'obtenir una qualificació R (finalment va llançar la versió sense classificació en VHS i DVD el 2001). La pel·lícula va rebre el Gran Premi Especial del Jurat al Festival de Cinema de Venècia aquell any. El mateix any va aparèixer en un cameo com ell mateix a la comèdia presidencial Dave.
Stone va dirigir la pel·lícula biogràfica de Richard Nixon de 1995, Nixon, que va rebre múltiples nominacions a l'Oscar perl guió, la partitura de John Williams, Joan Allen com a Pat Nixon i la interpretació d'Anthony Hopkins en el paper principal. Stone va seguir a Nixon amb la road movie/pel·lícula negra de 1997, U Turn, després Any Given Sunday, de 1999 , una pel·lícula sobre lluites de poder dins d'un equip de futbol americà.

### 2000s

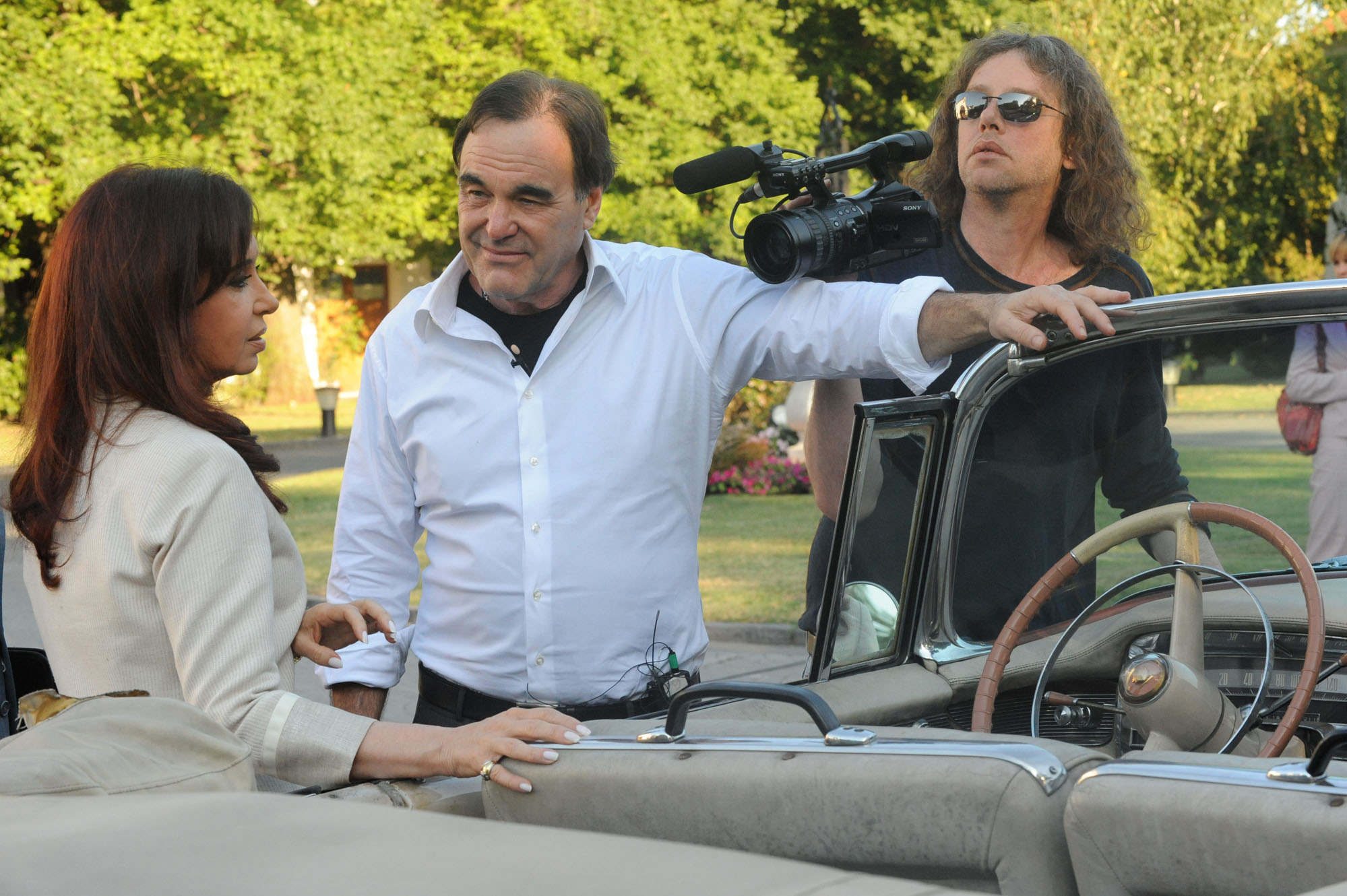
Stone i la Presidenta d'Argentina Cristina Fernández de Kirchner, 14 de gener de 2009

Després d'un període de 13 anys (1986 a 1999), on va estrenar una nova pel·lícula cada 1-2 anys, Stone va reduir el seu ritme a 4 pel·lícules i 2 documentals durant la dècada següent. Primer va dirigir Alexander el 2004, després World Trade Center el 2006, seguit de W. el 2008, i finalment South of the Border (documental) 2009.
Stone va dirigir Alexander. Més tard va reeditar la pel·lícula biogràfica d'Alexandre el Gran en una pel·lícula de dues parts de 3 hores i 37 minuts Alexander Revisited: The Final Cut, que es va convertir en un dels articles de catàleg més venuts de la Warner Bros.. Va perfeccionar encara més la pel·lícula i el 2014 va estrenar Alexander: The Ultimate Cut de dues parts, de 3 hores i 26 minuts . Després d'Alexander, Stone va dirigir World Trade Center, basat en la història real de dos policies del PAPD que van quedar atrapats entre les runes i van sobreviure als atacs de l'11 de setembre.
Stone va escriure i dirigir la pel·lícula biogràfica de George W. Bush W., que narra la infància de l'antic president: la infància, la relació amb el seu pare, les lluites amb l'alcoholisme, el redescobriment de la seva fe cristiana i continua la resta de la seva vida fins a la invasió de l'Iraq el 2003.

### 2010s

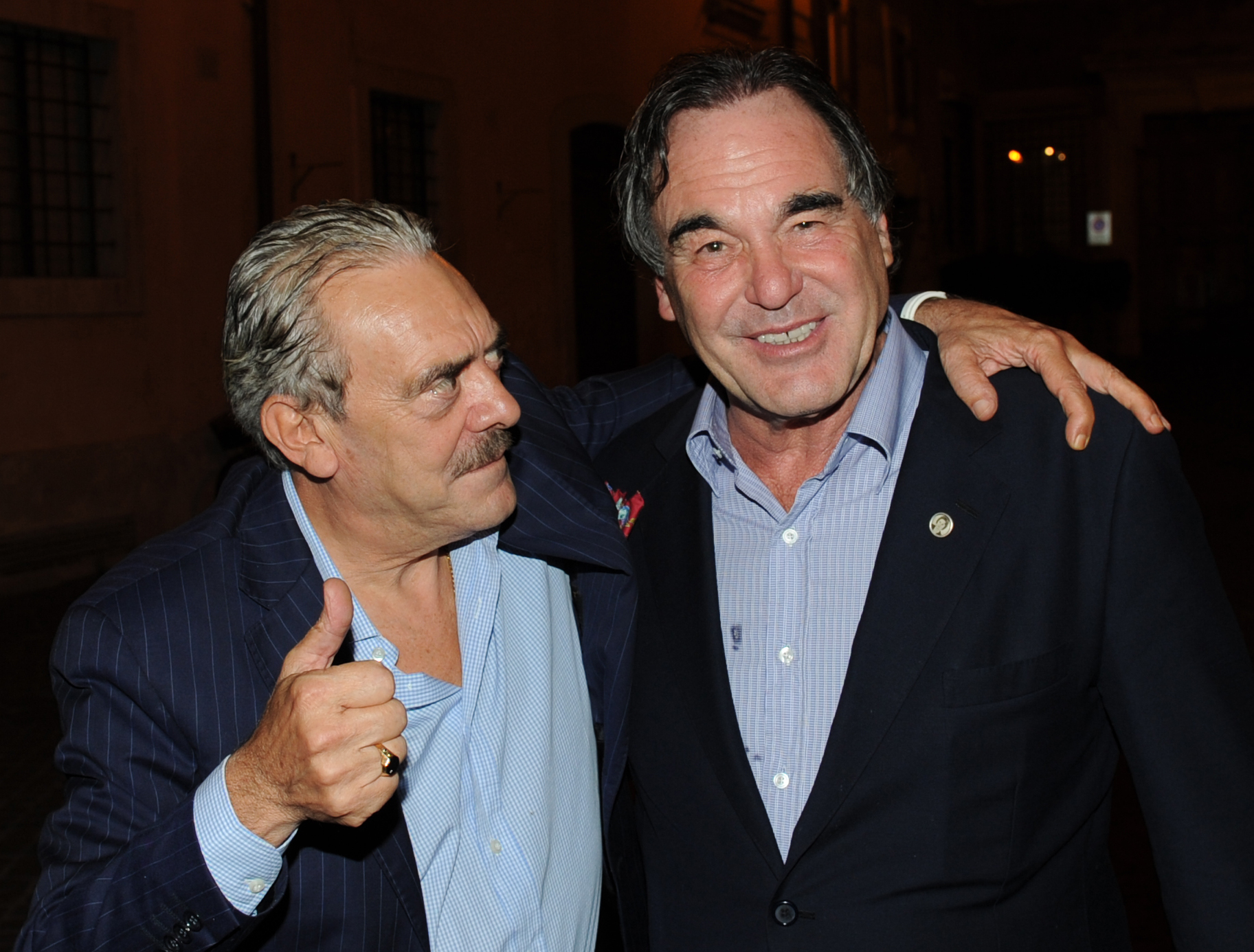
Oliver Stone amb Rino Barillari a «Piazza dé Ricci» sortida del restaurant «Pierluigi» de Roma – 25 de setembre de 2012

El 2010, Stone va tornar al tema de Wall Street per a la seqüela Wall Street: Money Never Sleeps.
El 2012, Stone va dirigir Savages, basat en una novel·la de Don Winslow.

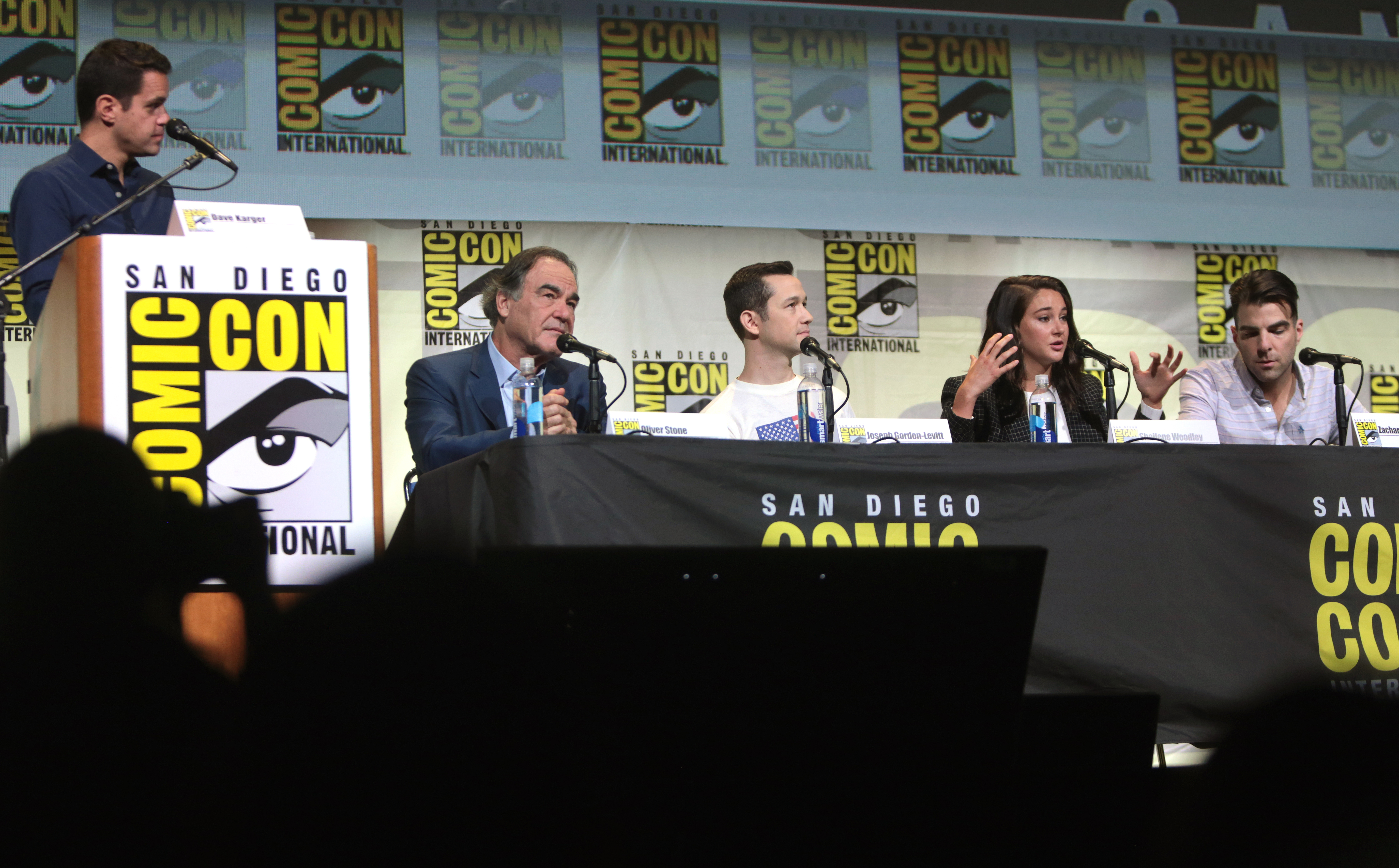
El repartiment de Snowden parla a la San Diego Comic-Con International 2016 a San Diego, Califòrnia

L'any 2015 va rebre un premi honorífic al Festival de Cinema de Sitges per la pel·lícula, Snowden, protagonitzada per Joseph Gordon-Levitt com el denunciant Edward Snowden. Snowden va acabar el rodatge el maig de 2015 i es va estrenar el 16 de setembre de 2016. Va rebre el 2017 Cinema for Peace Award for Justice per aquesta pel·lícula.
El 22 de maig de 2017, diversos diaris de la indústria van informar que Stone dirigiria una sèrie de televisió sobre el camp de detenció de Guantánamo. A Daniel Voll se li va atribuir la creació de la sèrie. Es va informar que la productora de Harvey Weinstein finançava la sèrie, i Stone tenia previst dirigir tots els episodis de la primera temporada. Tanmateix, Stone va anunciar que deixaria la sèrie després que les acusacions de mala conducta sexual van sorgir contra Weinstein l'octubre de 2017.

### 2020s
El juliol de 2020, Stone es va unir amb Houghton Mifflin Harcourt per publicar les seves primeres memòries, titulades Chasing the Light: Writing, Directing, and Surviving Platoon, Midnight Express, Scarface, Salvador, and the Movie Game, que narra la seva educació turbulenta a la ciutat de Nova York, el voluntariat per combatre al Vietnam, i les proves i triomfs del cinema als anys setanta i vuitanta. El llibre, que acaba amb la seva pel·lícula guanyadora de l'Oscar, Platoon, va ser elogiat pel New York Times: «L'Oliver Stone representat en aquestes pàgines —vulnerable, introspectiu, obstinadament tenaç i sovint amb el cor trencat— pot ser el personatge més simpàtic que ha escrit mai. .. prepara perfectament l'escenari per a la possibilitat d'aquella producció més rara de Stone: una seqüela».

### Documentals

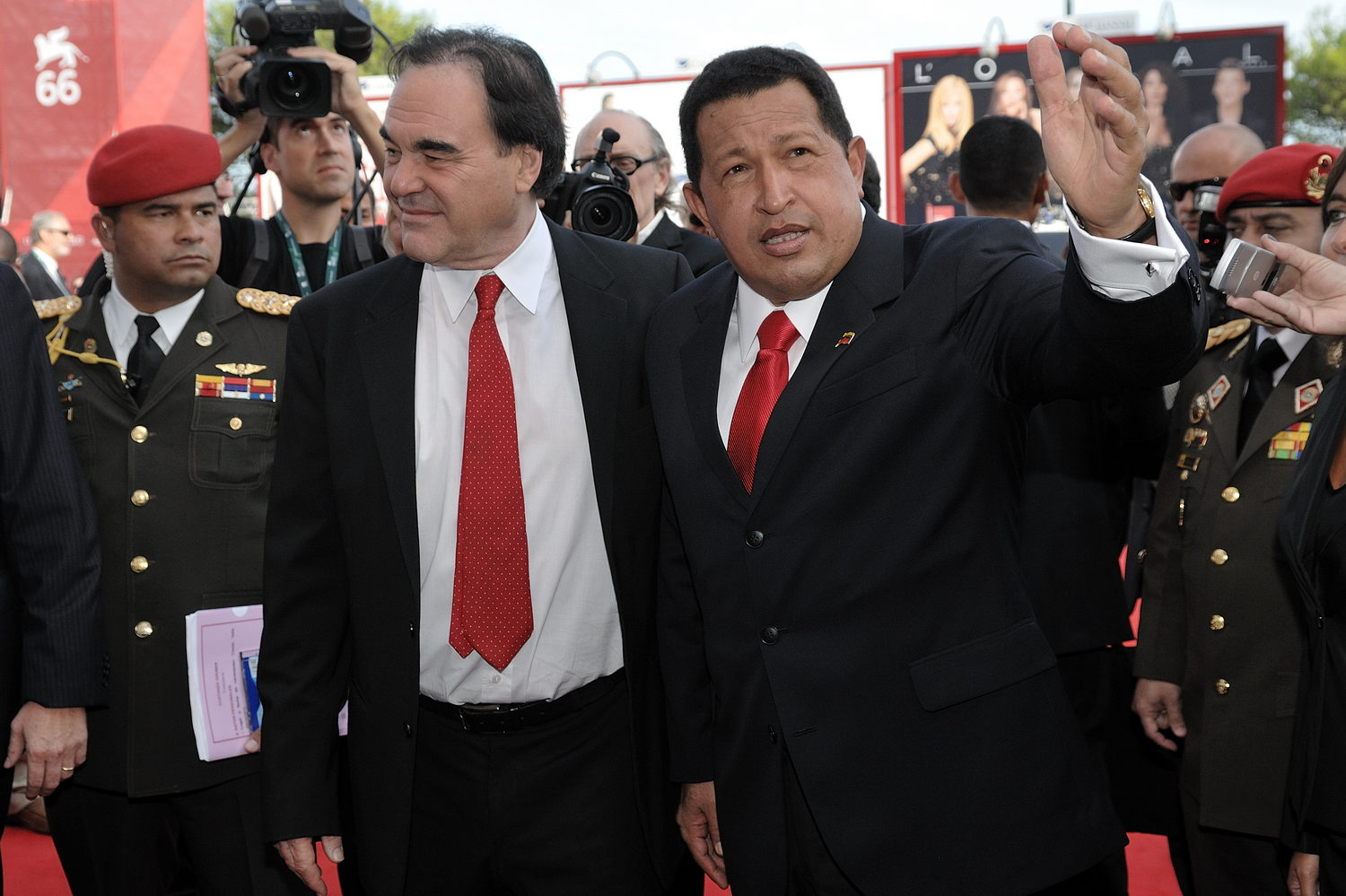
Stone amb Hugo Chávez al Festival Internacional de Cinema de Venècia, 9 de juliol de 2009, per a la projecció de South of the Border

Stone va fer tres documentals sobre Fidel Castro: Comandante (2003), Looking for Fidel i Castro in Winter (2012). Va realitzar Persona Non Grata, un documental sobre les relacions israelo-palestines, entrevistant diverses figures notables d'Israel, com Ehud Barak, Benjamin Netanyahu i Shimon Peres, així com Yasser Arafat, líder de l'Organització per l'Alliberament de Palestina.
El 2009, Stone va completar un llargmetratge documental, South of the Border , sobre l'ascens dels governs d'esquerres a Amèrica Llatina, amb set presidents: Hugo Chávez de Veneçuela, Evo Morales de Bolívia, Rafael Correa de l'Equador, Raúl Castro de Cuba, els Kirchners d'Argentina, el brasiler Lula da Silva i el paraguaià Fernando Lugo, tots ells crítics amb la política exterior dels Estats Units a Sud-amèrica. Stone esperava que la pel·lícula aconseguís a la resta del món occidental repensar les polítiques socialistes a Sud-amèrica, sobretot quan l'estava aplicant el veneçolà Hugo Chávez. Chávez es va unir a Stone per a l'estrena del documental al Festival Internacional de Cinema de Venècia al setembre de 2009. Stone va defensar la seva decisió de no entrevistar els opositors de Chávez, afirmant que les declaracions de l'oposició i els clips de televisió estaven escampats pel documental i que el documental era un intent d'ajustar un equilibri de cobertura molt negativa. Va elogiar Chávez com a líder de la Revolució Bolivariana, un moviment de transformació social a Amèrica Llatina, i també va elogiar els altres sis presidents de la pel·lícula. El documental també es va estrenar a diverses ciutats dels Estats Units i d'Europa a mitjan 2010.
El 2012, la minisèrie documental Oliver Stone's Untold History of the United States es va estrenar a Showtime, Stone va coescriure, dirigir, produir i narrar la sèrie, després d'haver-hi treballat des del 2008 amb els coguionistes, l' historiador de la Universitat Americana Peter J. Kuznick i el guionista britànic Matt Graham. La sèrie de 10 parts es complementa amb un llibre complementari de 750 pàgines del mateix nom, també escrit per Stone i Kuznick, publicat el 30 d'octubre de 2012 per Simon & Schuster. Stone va descriure el projecte com «la cosa més ambiciosa que he fet mai. Sens dubte en forma de documental, i potser en forma de llargmetratge de ficció" El projecte va rebre crítiques positives de l'antic líder soviètic Mikhail Gorbachev, el periodista de The Guardian Glenn Greenwald, i crítics d'IndieWire, San Francisco Chronicle, i Newsday. L'historiador adjunt del Hudson Institute Ronald Radosh va acusar la sèrie de revisionisme històric, mentre que el periodista Michael C. Moynihan va acusar el llibre d'"equivalència moral» i va dir que res del llibre no s'havia explicat anteriorment. Stone va defensar l'exactitud del programa al presentador de televisió Tavis Smiley dient «Això ha estat verificat pels verificadors de fets corporatius, pels nostres propis verificadors de fets i per verificadors de fets [contractats"] de Showtime . S'ha revisat a fons... aquests són fets, la nostra interpretació pot ser diferent de l'ortodoxa, però definitivament es manté.» Una revisió d' Història no contada a The Huffington Post .pel cineasta Robert Orlando, un fan autodenominat de les pel·lícules de Stone, va dir que hi havia «dos supòsits defectuosos que subjauen a la seva teoria mestra. El primer és la idea que el conflicte central del segle XX es pot posar als peus d'una dreta. conspiració militar… La segona suposició defectuosa de Stone a Untold History és que el capitalisme va coordinar l'agenda del complex militar-industrial». Entre altres crítiques a la sèrie documental de Stone i al llibre que l'acompanya The Untold History of the United States , el col·laborador del Daily Beast Michael Moynihan el va acusar d'utilitzar fonts poc fiables, com Victor Marchetti, a qui Moynihan va descriure com un teòric de la conspiració antisemita publicat a Negació de l'Holocaust. Moynihan va escriure que: «Hi ha indicis de forces fosques al llarg del llibre: interessos comercials controlats per la família Bush que estaven (suposadament) vinculats a l'Alemanya nazi, un oficial dissident de la CIA trobat assassinat després d'estar en desacord amb una càbala de poderosos neoconservadors, suggeriments. que el director de la CIA Allen Dulles era un simpatitzant nazi».
Stone va ser entrevistat al documental de Boris Malagurski The Weight of Chains 2 (2014), que tracta sobre les reformes neoliberals als Balcans.
El 5 de març de 2014, Stone i teleSUR van estrenar el documental Mi amigo Hugo (El meu amic Hugo), un documental sobre el difunt president de Veneçuela, Hugo Chávez, un any després de la seva mort. La pel·lícula va ser descrita per Stone com una «resposta espiritual» i un homenatge a Chávez. A finals de 2014, segons una publicació de Facebook , Stone va dir que havia estat a Moscou per entrevistar (l'antic president ucraïnès) Viktor Ianukóvitx, per a un «nou documental en anglès produït per ucraïnesos».

### Altres treballs
El 15 de setembre de 2008, Stone va ser nomenat director artístic de la Tisch School of the Arts Asia de la Universitat de Nova York a Singapur.
Stone va contribuir amb un capítol al llibre de 2012 Last Word: My Inctment of the CIA in the Murder of JFK de Mark Lane i publicat per Skyhorse Publishing. Skyhorse ha publicat molts altres llibres amb pròlegs o una introducció de Stone, és a dir, The JFK Assassination, Reclaiming Parkland: Tom Hanks, Vincent Bugliosi, and the JFK Assassination in the New Hollywood, The Plot to Overthrow Venezuela: How the US is orchestrating a coup for oil, Snowden:The Official Motion Picture Edition, The Putin Interviews i JFK: The CIA, Vietnam, and the Plot to Assassinate John F. Kennedy que inclou una cita de Stone a la portada de l'edició més recent: «Blows the tap right off our» Official History «.
El 2022, va aparèixer a Theaters of War, parlant del paper de l'exèrcit a Hol·lywood.

## Estil com a director
Moltes de les pel·lícules de Stone se centren en temes polèmics polítics nord-americans a finals del segle xx, i com a tals eren considerades polèmiques en el moment dels seus estrenes. Sovint combinen diferents formats de càmera i pel·lícula dins d'una sola escena, com es demostra a JFK (1991), Natural Born Killers (1994), i Nixon (1995).

## Influències
Stone va enumerar el director grecofrancès Costa-Gavras com una influència significativa primerenca en les seves pel·lícules. Stone va esmentar que «va ser sens dubte un dels meus primers models a seguir,... Jo era un estudiant de cinema a NYU quan va sortir Z que vam estudiar. Costa va venir amb Yves Montand a una projecció i va ser un heroi per a nosaltres. Va estar en la tradició de The Battle of Algiers de Gillo Pontecorvo i va ser l'home en aquell moment... va ser un moment europeu».

## Vida personal

### Família

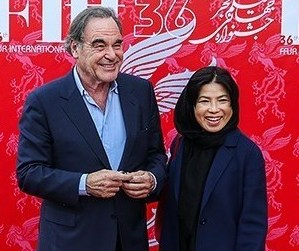
Oliver Stone i la seva dona Sun-jung Jung al Festival Internacional de Cinema Fajr 2018 a Teheran.

Stone s'ha casat tres vegades, primer amb Najwa Sarkis el 22 de maig de 1971. Es van divorciar el 1977. Després es va casar amb Elizabeth Burkit Cox, assistent de producció cinematogràfica, el 7 de juny de 1981. Van tenir dos fills, Sean Stone/Ali (n. 1984) i Michael Jack (n. 1991). Sean va aparèixer en algunes de les pel·lícules del seu pare quan era nen. Sean Stone treballa per a la companyia de mitjans estatals de Rússia RT America des del 2015. Oliver i Elizabeth es van divorciar el 1993. Stone ara és casat amb Sun-jung Jung de Corea del Sud, i la parella té una filla, Tara (n. 1995). Stone i Sun-jung viuen a Los Angeles.

### Religió i humanisme
Stone s'esmenta al llibre de l'autor nord-americà Lawrence Wright, guanyador del premi Pulitzer, Going Clear: Scientology, Hollywood, and the Prison of Belief com a membre de la Cienciologia durant aproximadament un mes, dient «Va ser com anar a la universitat i llegir Dale Carnegie, «una cosa que fas per trobar-te a tu mateix». El 1997, Stone va ser una de les 34 celebritats que van signar una carta oberta al llavors canceller alemany Helmut Kohl, publicada com a anunci de diari a l'International Herald Tribune, que protestava contra el tractament dels cienciologistes a Alemanya i ho comparava amb l'opressió dels nazis als jueus a la dècada de 1930. El 2003, Stone va ser signatari del tercer Manifest Humanista.

### Problemes legals
El 1999, Stone va ser arrestat i es va declarar culpable dels càrrecs d'alcohol i drogues. Se li va ordenar que se sotmetés a un programa de rehabilitació . Va ser detingut de nou la nit del 27 de maig de 2005 a Los Angeles per tinença d'una droga il·legal no revelada. Va ser alliberat l'endemà amb una fiança de 15.000 dòlars. A l'agost de 2005, Stone no es va oposar i va ser multat amb 100 dòlars.

### Denúncies d'assetjament sexual
El 2017, l'antiga model de Playboy Carrie Stevens va al·legar que el 1991, Stone havia «passat per davant meu i em va agafar el pit mentre sortia per la porta d'una festa».
L'acusació que va fer Stevens va sorgir després que Stone anunciés que ja no dirigiria la sèrie de televisió Guantanamo de The Weinstein Company després de la revelació de les acusacions de mala conducta sexual de Harvey Weinstein. Stone també va rebre crítiques pels seus comentaris sobre el mateix Harvey Weinstein , dient:
| « | Crec que espereu fins que aquesta cosa arribi a judici. Crec que un home no hauria de ser condemnat per un sistema de vigilants. Tampoc és fàcil el que està passant. Durant aquest període va ser un rival. Mai vaig fer negocis amb ell i no el vaig conèixer realment. He escoltat històries de terror sobre tothom al negoci, així que no vaig a comentar xafarderies. Esperaré a veure què és el correcte. | » |

Més tard aquell dia, però, va retirar les seves declaracions, dient que desconeixia l'abast de les denúncies a causa del seu calendari de viatge. «Després de mirar el que s'ha informat en moltes publicacions durant els darrers dies, estic consternat i felicito el coratge de les dones que s'han avançat per denunciar abús sexual o violació», va dir.
Melissa Gilbert va acusar Stone d'"assetjament sexual» durant una audició per a The Doors l'any 1991. Va al·legar que Stone li va dir que es posés de genolls i digués: «Fes-me baby». Segons els informes, Gilbert es va negar i va deixar l'audició plorant, qualificant-la d'humiliant. Stone va emetre un comunicat negant l'acusació. La directora de càsting de la pel·lícula, Risa Bramon Garcia, també va contradir la seva història, dient: «Cap actor va ser obligat o esperat a fer res que pogués haver estat incòmode, i la majoria dels actors van acceptar el repte».

## Opinions polítiques

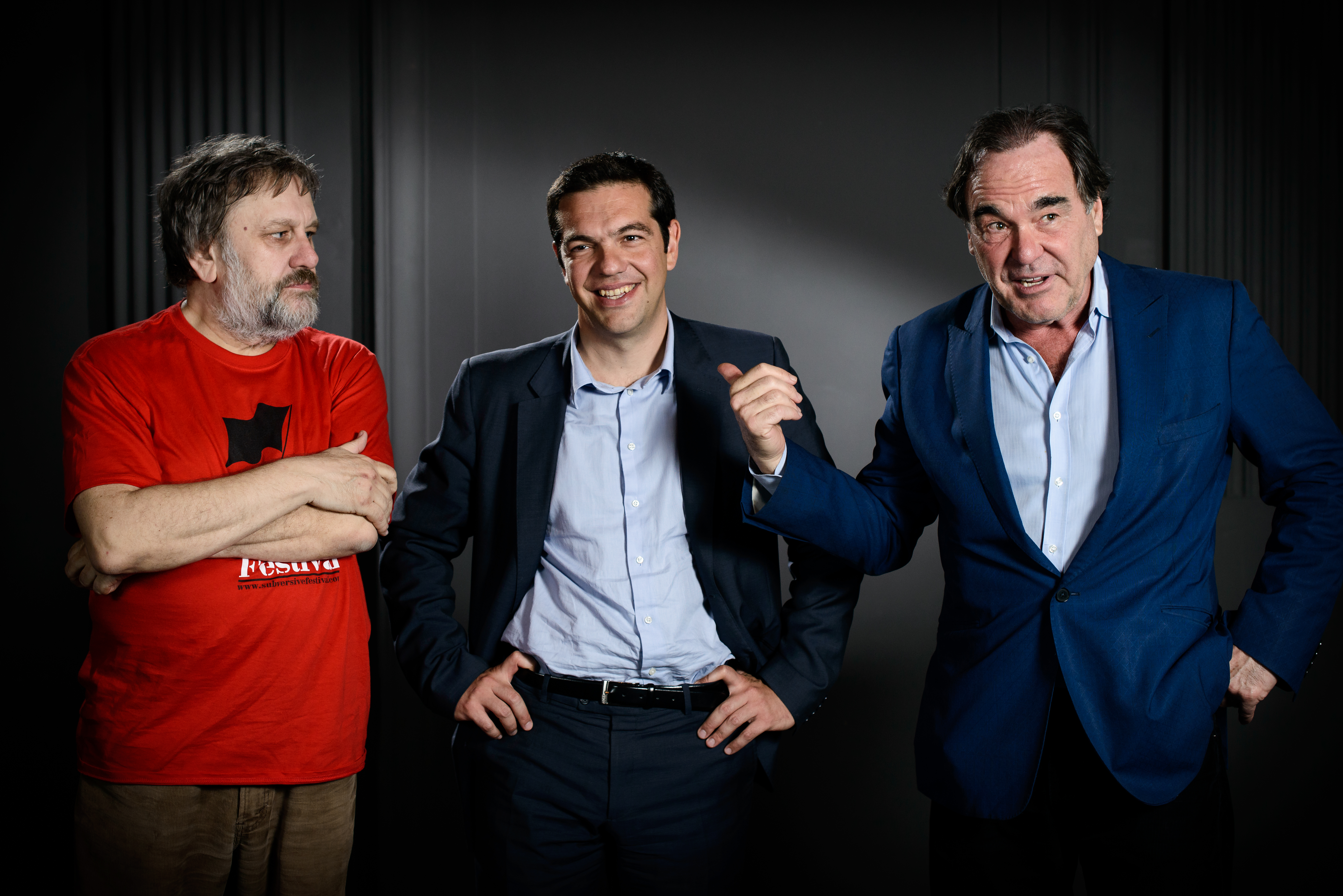
Stone (dreta) amb el filòsof eslovè Slavoj Žižek (esquerra) i el polític grec Alexis Tsipras (centre) el 2013

S'ha descrit que Stone tenia opinions polítiques d'esquerra. També ha cridat l'atenció per les seves opinions sobre líders mundials controvertits com Adolf Hitler, Ióssif Stalin, Hugo Chávez i Vladímir Putin.A The Putin Interviews de Showtime, Stone va anomenar Ióssif Stalin «el dolent més famós de la història, al costat d'Adolf [Hitler]», que «va deixar una reputació horrible i va tacar la ideologia [comunista] per sempre… està barrejat amb sang i terror». Stone ha avalat les obres d'autor i el crític de política exterior dels Estats Units William Blum, dient que els seus llibres haurien de ser ensenyats a escoles i universitats.

### Política presidencial dels Estats Units
Stone va servir com a delegat de la campanya de Jerry Brown a les primàries presidencials del Partit Demòcrata de 1992 i va parlar a la Convenció Nacional Demòcrata de 1992.
Stone ha suggerit un vincle entre l'11 de setembre i les polèmiques de les eleccions del 2000: «Algú fa una connexió entre les eleccions del 2000 i els fets de l'11 de setembre?... Busqueu el tretzè mes!»
Segons Entertainment Weekly, Stone va votar Barack Obama com a president dels Estats Units tant a les eleccions del 2008 com del 2012. Stone va dir en aquell moment: «Vaig votar Obama perquè… crec que és un individu intel·ligent. Crec que respon bé a les dificultats... noi molt brillant... una opció molt millor, sí." El 2012, Stone va avalar Ron Paul per a la nominació republicana a la presidència, citant el seu suport a una política exterior no intervencionista. Va dir que Pau és «l'únic de qualsevol que digui alguna cosa intel·ligent sobre el futur del món». Més tard va afegir: «Vaig donar suport a Ron Paul a les primàries republicanes... però la seva política interna... no tenia sentit!» El març de 2016, Stone va escriure a The Huffington Post indicant el seu suport al senador dels Estats Units de Vermont Bernie Sanders per a la nominació demòcrata de 2016. El setembre de 2016, Stone va dir que votava per la candidata del Partit Verd Jill Stein per a la presidència.
En declaracions al festival de cinema de Sant Sebastià, Stone va dir que molts nord-americans s'havien desil·lusionat amb les polítiques de Barack Obama, després d'haver pensat inicialment que seria «un home de gran integritat». Va dir: «Al contrari, Obama ha duplicat les polítiques de l'administració (George W.) Bush» i «ha creat... l'estat de vigilància de seguretat global més massiu que s'hagi vist mai, molt més enllà de l'Stasi d'Alemanya Oriental «.
L'abril de 2018, Stone va assistir a una conferència de premsa al Fajr Film Festival de Teheran , on va comparar el president Donald Trump amb «Beelzebub», la figura demoníaca bíblica. Encara que Stone va votar a favor de Joe Biden el 2020, va criticar el que va percebre que era la hipocresia del Partit Demòcrata; Stone va argumentar que els demòcrates no estaven tan preocupats per la interferència russa com ho havien estat el 2016 quan Trump va guanyar. Va reflexionar: «Sento que els neoconservadors estan saltant per Washington, preparant les seves municions perquè saben que aquest home, al final, anirà a les seves ordres.»
El 22 de novembre de 2021, Stone va escriure un article d'opinions sobre The Hollywood Reporter, criticant tant l'expresident Donald Trump com el president Joe Biden per no desclassificar tots els registres sobre l'assassinat de John F. Kennedy. El juliol de 2023, durant una entrevista amb Russell Brand, Stone va declarar que lamentava haver votat per Biden, perquè temia que Biden pogués iniciar la Tercera Guerra Mundial.

### Controvèrsia sobre l'Holocaust

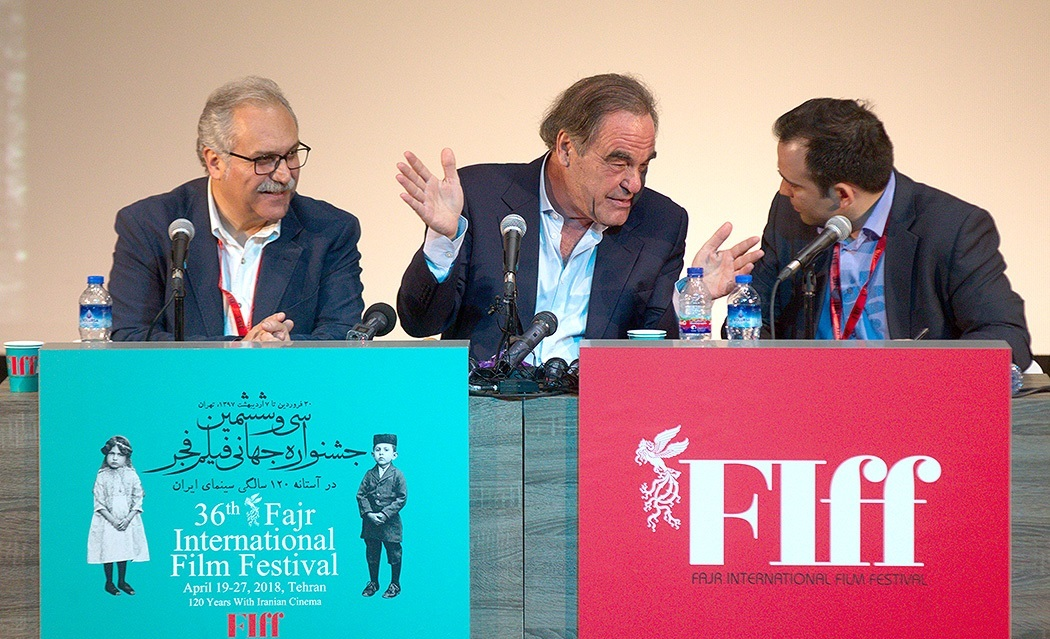
Oliver Stone al Festival Internacional de Cinema Fajr de Teheran, 2018

En una roda de premsa del gener de 2010 en què va anunciar la seva sèrie de documentals sobre la història dels Estats Units, va dir: «Hitler és un boc expiatori fàcil al llarg de la història i s'ha utilitzat barat. És el producte d'una sèrie d'accions. És causa i efecte». Just abans de comentar sobre Hitler, va esmentar Stalin: «No podem jutjar la gent només com a 'dolenta' o 'bona'" En resposta al comentari de Stone sobre la seva intenció de situar Hitler «en context», el rabí Marvin Hier del Centre Simon Wiesenthal va dir que «és com situar el càncer en context, en lloc de reconèixer el càncer pel que realment és: una malaltia horrible».
Entrevistat pel Sunday Times de Londres el 25 de juliol de 2010, Stone va dir: «Hitler va fer molt més dany als russos que al poble jueu, 25 o 30 [milions de morts]». Es va oposar al que va anomenar «la dominació jueva dels mitjans», semblant crític amb la cobertura de l'Holocaust, i va afegir «Hi ha un gran lobby als Estats Units. Són treballadors durs . Es mantenen al corrent de tots els comentaris, el lobby més poderós de Washington. Israel ha fotut la política exterior dels Estats Units durant anys». Els comentaris van ser criticats per grups jueus, inclòs el Comitè Jueu Americà que va comparar negativament els seus comentaris amb els de Mel Gibson. Abraham Foxman de la Lliga Antidifamació (ADL) va dir: «Oliver Stone ha tornat a mostrar els seus colors conspiradors amb els seus comentaris sobre la 'dominació jueva dels mitjans' i el control sobre la política exterior dels Estats Units. Les seves paraules evoquen alguns dels les nocions més estereotipades i conspiradores de poder i influència indeguda dels jueus».
Yuli Edelstein, el portaveu de la Knesset d'Israel i el principal refusnik soviètic , va descriure els comentaris de Stone com el que «podria ser una seqüela dels Protocols dels Savis de Sió», així com del ministre d'Afers de la Diàspora i Diplomàcia Pública d'Israel.
Un dia després, Stone va declarar:
| « | ¡¡En intentar fer un punt històric més ampli sobre el ventall d'atrocitats que van cometre els alemanys contra moltes persones, vaig fer una associació maldestra sobre l'Holocaust, per la qual cosa ho sento i ho lamento. Òbviament, els jueus no controlen els mitjans de comunicació ni cap altra indústria. El fet que l'Holocaust segueixi sent un assumpte molt important, viu i actual avui és, de fet, un gran mèrit al treball molt dur d'una àmplia coalició de persones compromeses amb el record d'aquesta atrocitat, i va ser una atrocitat.. | » |

Dos dies després, Stone va emetre una segona disculpa a l'ADL, que va ser acceptada. «Crec que ara entén els problemes i on es va equivocar, i això posa fi a l'assumpte», va dir Foxman.

### WikiLeaks
Oliver Stone és un seguidor vocal del fundador de WikiLeaks, Julian Assange. Stone va signar una petició en suport a la candidatura d'Assange d'asil polític el juny de 2012. L'agost de 2012, va escriure un article d'opinions al New York Times amb el cineasta Michael Moore sobre la importància de WikiLeaks i la llibertat d'expressió. Stone va visitar Assange a l'ambaixada de l'Equador l'abril de 2013 i va comentar: «No crec que la majoria de la gent dels Estats Units s'adoni de la importància de WikiLeaks i per què el cas de Julian necessita suport». També va criticar el documental We Steal Secrets: The Story of WikiLeaks i la pel·lícula The Fifth Estate, dient «Julian Assange va fer molt per la llibertat d'expressió i ara està victimitzat pels abusadors d'aquest concepte».
El juny de 2013, Stone i moltes altres celebritats van aparèixer en un vídeo que mostrava el suport a Chelsea Manning.

### Política exterior
Stone va dir que l'Aràbia Saudita era un gran desestabilitzador a l'Orient Mitjà. També va criticar la política exterior dels Estats Units, dient: «Hem fet un embolic amb l'Iraq, Síria, Líbia, però no importa al públic nord-americà. Està bé destrossar l'Orient Mitjà».
Stone s'interessa per Amèrica Llatina des dels anys vuitanta, quan va dirigir Salvador, i més tard va tornar a fer el seu documental South of the Border sobre els moviments d'esquerra que s'havien implantat a la regió. Ha expressat l'opinió que aquests moviments són un pas positiu cap a l'autonomia política i econòmica de la regió. Va donar suport al president veneçolà Hugo Chávez i admirava el grup militant colombià FARC.
Stone ha criticat l'Operació Còndor, a la qual els Estats Units van donar suport, una operació terrorista d'estat que va organitzar eassassinats i desaparicions en suport de les dictadures de la dreta d'Amèrica del Sud a l'Argentina (vegeu Guerra bruta), Bolívia, Brasil, Xile, Paraguai i Uruguai.
El desembre de 2014, Stone va fer declaracions donant suport a la narrativa del govern rus sobre Ucraïna, mostrant la Revolució de la dignitat d' Ucraïna de 2014 com un complot de la CIA. També rebutja l'afirmació que l'expresident ucraïnès (que va ser derrocat com a resultat d'aquesta revolució) Víktor Ianukóvitx va ser el responsable de l'assassinat de manifestants, tal com va afirmar el govern ucraïnès posterior. Stone va dir que Ianukóvitx era el president legítim que es va veure obligat a abandonar Ucraïna pels « radicals neonazis ben armats «. Va dir que en «les tràgiques conseqüències d'aquest cop d'estat, Occident ha mantingut la narrativa dominant de 'Rússia a Crimea', mentre que la veritable narrativa és 'Estats Units a Ucraïna'». James Kirchick de The Daily Beast va criticar els comentaris de Stone. Després de la invasió russa d'Ucraïna el 2022, Stone va dir que «Rússia es va equivocar en envair». No obstant això, va continuar culpant del conflicte als Estats Units i l'OTAN, emfatitzant la seva por a una possible guerra nuclear i acusant els Estats Units de voler dominar el món.
En una entrevista de juny de 2017 a The Nation per promocionar el seu documental sobre Vladímir Putin, Stone va rebutjar la narració de les agències d'intel·ligència dels Estats Units que Rússia volia influir en les eleccions presidencials de 2016 . Stone va acusar la CIA, l'FBI i la NSA de cuinar la intel·ligència. Va dir: «La influència dels russos a mi en les eleccions és absurda a simple vista. Israel té molta més influència en les eleccions americanes a través de l'AIPAC. L'Aràbia Saudita té influència a través dels diners... Sheldon Adelson i els germans Koch tenen molta més influència en les eleccions nord-americanes... I el primer ministre d'Israel ve al nostre país i es dirigeix al Congrés per criticar la política del president a l'Iran en aquell moment, això és bastant indignant."
Rússia va aprovar el 2013 una llei que prohibeix la propaganda gai a menors d'edat, que s'ha criticat perquè s'utilitza per reprimir el suport LGTBI. En una entrevista de 2019 amb Putin, Stone va dir sobre la llei que «Sembla que potser és una llei sensata». Stone va dir més tard que no és anti-gay/LGTBI.
Stone va prendre la vacuna russa Sputnik V per al virus COVID-19 mentre filmava a Rússia.

## Filmografia

### Cinema
| Any  | Títol                                    | Director | Guionista   | Productor   | Notes                      |
| ---- | ---------------------------------------- | -------- | ----------- | ----------- | -------------------------- |
| 1973 | Sugar Cookies                            | No       | No          | Associate   |                            |
| 1974 | Seizure                                  | Sí       | Sí          | No          | ATambé editor              |
| 1978 | Midnight Express                         | No       | Sí          | No          |                            |
| 1981 | The Hand                                 | Sí       | Sí          | No          |                            |
| 1982 | Conan the Barbarian                      | No       | Sí          | No          |                            |
| 1983 | Scarface                                 | No       | Sí          | No          |                            |
| 1985 | Year of the Dragon                       | No       | Sí          | No          |                            |
| 1986 | Salvador                                 | Sí       | Sí          | Sí          |                            |
| 1986 | 8 Million Ways to Die                    | No       | Sí          | No          |                            |
| 1986 | Platoon                                  | Sí       | Sí          | No          |                            |
| 1987 | Wall Street                              | Sí       | Sí          | No          |                            |
| 1988 | Talk Radio                               | Sí       | Sí          | No          |                            |
| 1989 | Born on the Fourth of July               | Sí       | Sí          | Sí          |                            |
| 1990 | Blue Steel                               | No       | No          | Sí          |                            |
| 1990 | Reversal of Fortune                      | No       | No          | Sí          |                            |
| 1991 | The Doors                                | Sí       | Sí          | No          |                            |
| 1991 | Iron Maze                                | No       | No          | Executiu    |                            |
| 1991 | JFK                                      | Sí       | Sí          | Sí          |                            |
| 1992 | Zebrahead                                | No       | No          | Executiu    |                            |
| 1992 | South Central                            | No       | No          | Executiu    |                            |
| 1993 | The Joy Luck Club                        | No       | No          | Executiu    |                            |
| 1993 | Heaven & Earth                           | Sí       | Sí          | Sí          |                            |
| 1994 | Natural Born Killers                     | Sí       | Sí          | No          |                            |
| 1994 | The New Age                              | No       | No          | Executiu    |                            |
| 1995 | Killer: A Journal of Murder              | No       | No          | Executiu    |                            |
| 1995 | Gravesend                                | No       | No          | No          | Presentador                |
| 1995 | Nixon                                    | Sí       | Sí          | Sí          |                            |
| 1996 | Freeway                                  | No       | No          | Executiu    |                            |
| 1996 | The People vs. Larry Flynt               | No       | No          | Executiu    |                            |
| 1996 | Evita                                    | No       | Sí          | No          |                            |
| 1997 | U Turn                                   | Sí       | No creditat | No          |                            |
| 1997 | Cold Around the Heart                    | No       | No          | Executiu    |                            |
| 1998 | The Last Days of Kennedy and King        | No       | No          | Executiu    | Documental                 |
| 1998 | Savior                                   | No       | No          | Sí          |                            |
| 1999 | The Corruptor                            | No       | No          | Executiu    |                            |
| 1999 | Any Given Sunday                         | Sí       | Sí          | Executiu    |                            |
| 2003 | Comandante                               | Sí       | Sí          | Sí          | Documental, també narrador |
| 2004 | Alexander                                | Sí       | Sí          | No          |                            |
| 2006 | World Trade Center                       | Sí       | No          | No          |                            |
| 2008 | W.                                       | Sí       | No          | No          |                            |
| 2009 | South of the Border                      | Sí       | No          | No          | Documental                 |
| 2010 | Wall Street: Money Never Sleeps          | Sí       | No          | No creditat |                            |
| 2012 | Castro in Winter                         | Sí       | No          | No          | Documental                 |
| 2012 | Savages                                  | Sí       | Sí          | No          |                            |
| 2014 | Mi amigo Hugo                            | Sí       | No          | No          | Documental                 |
| 2015 | A Good American                          | No       | No          | Executiu    | Documental                 |
| 2016 | Ukraine on Fire                          | No       | No          | Executiu    | Documental                 |
| 2016 | Snowden                                  | Sí       | Sí          | No          |                            |
| 2016 | All Governments Lie                      | No       | No          | Executiu    | Documental                 |
| 2019 | Revealing Ukraine                        | No       | No          | Executiu    | Documental                 |
| 2021 | JFK Revisited: Through the Looking Glass | Sí       | Sí          | No          | Documental                 |
| 2021 | Qazaq: History of the Golden Man         | No       | No          | Executiu    | Documental                 |
| 2022 | Nuclear Now                              | Sí       | Sí          | No          | Documental                 |

### Televisió
| Any       | Títol                                   | Director | Guionista | Productor | Notes                                          |
| --------- | --------------------------------------- | -------- | --------- | --------- | ---------------------------------------------- |
| 1993      | Wild Palms                              | No       | No        | Executiu  | Minisèrie televisiva                           |
| 1995      | Indictment: The McMartin Trial          | No       | No        | Executiu  | TV movie                                       |
| 2001      | The Day Reagan Was Shot                 | No       | No        | Executiu  |                                                |
| 2003–2004 | America Undercover                      | Sí       | Sí        | no        | Episodis Looking for Fidel i Persona Non Grata |
| 2012–2013 | The Untold History of the United States | Sí       | Sí        | Executiu  | Sèrie de documentals televisius                |
| 2017      | The Putin Interviews                    | Sí       | Sí        | Sí        | Sèrie de documentals televisius                |
| 2021      | JFK: Destiny Betrayed                   | Sí       | No        | No        | Sèrie de documentals televisius                |

## Premis i honors
| Any   | Títol                           | Premis Oscar | Premis Oscar | Premis BAFTA | Premis BAFTA | Premis Globus d'Or | Premis Globus d'Or | Premis Golden Raspberry | Premis Golden Raspberry |
| Any   | Títol                           | Nominacions  | Guardons     | Nominacions  | Guardons     | Nominacions        | Guardons           | Nominacions             | Guardons                |
| ----- | ------------------------------- | ------------ | ------------ | ------------ | ------------ | ------------------ | ------------------ | ----------------------- | ----------------------- |
| 1986  | Salvador                        | 2            |              |              |              |                    |                    |                         |                         |
| 1986  | Platoon                         | 8            | 4            | 3            | 2            | 4                  | 3                  |                         |                         |
| 1987  | Wall Street                     | 1            | 1            |              |              | 1                  | 1                  | 1                       | 1                       |
| 1989  | Born on the Fourth of July      | 8            | 2            | 2            |              | 5                  | 4                  |                         |                         |
| 1991  | JFK                             | 8            | 2            | 4            | 2            | 4                  | 1                  |                         |                         |
| 1993  | Heaven & Earth                  |              |              |              |              | 1                  | 1                  |                         |                         |
| 1994  | Natural Born Killers            |              |              |              |              | 1                  |                    |                         |                         |
| 1995  | Nixon                           | 4            |              | 1            |              | 1                  |                    |                         |                         |
| 1997  | U Turn                          |              |              |              |              |                    |                    | 2                       |                         |
| 2004  | Alexander                       |              |              |              |              |                    |                    | 6                       |                         |
| 2010  | Wall Street: Money Never Sleeps |              |              |              |              | 1                  |                    |                         |                         |
| 2016  | Snowden                         |              |              |              |              |                    |                    | 1                       |                         |
| Total | Total                           | 34           | 9            | 10           | 4            | 18                 | 10                 | 10                      | 1                       |

Honors
- Comandant de l'orde del Mèrit Intel·lectual (Marroc, 2003)[148]
- Comanador de l'orde d'Ouissam Alauita (Marroc)
- 2007: Premi a la trajectòria del Festival de Cinema de Zurich

### Llibres
- Oliver Stone Bibliography (via UC Berkeley)
- A biography of Oliver Stone
- James Riordan, Stone: The Biography (1996).
- Oliver Stone's Platoon & Salvador. Co-authored with Richard Boyle. New York: Vintage Books, 1987. ISBN 978-0394756295. 254 pages.
- JFK: The Book of the Film: The Documented Screenplay. Co-authored with Zachary Sklar. Hal Leonard Corporation, 1992. ISBN 978-1557831279.
- A Child's Night Dream: A Novel. New York: Macmillan, 1998. ISBN 978-0312194468.
- Oliver Stone: Interviews. University Press of Mississippi, 2001. ISBN 978-1578063031.
- Last Word: My Indictment of the CIA in the Murder of JFK. Co-authored with Mark Lane & Robert K. Tanenbaum. New York: Skyhorse Publishing, 2012. ISBN 978-1620870709.
- The Untold History of the United States. Co-authored by Peter Kuznick. New York: Simon & Schuster, 2012. ISBN 978-1451613513.
- The Putin Interviews. New York: Skyhorse Publishing, 2017. ISBN 978-1510733435.
- Chasing the Light: Writing, Directing, and Surviving Platoon, Midnight Express, Scarface, Salvador, and the Movie Game (July 2020)[1]

### Entrevistes
- Crowdus, Gary. «Clarifying the Conspiracy: An Interview with Oliver Stone». Cinéaste, Vol. 19, No. 1, 1992. pp. 25–27. JSTOR 41688064.
- Long, Camilla. «Oliver Stone: Lobbing Grenades in All Directions». Archived from the original. The Sunday Times, July 25, 2010.
- Louis Theroux, January 4, 2021, BBC Radio 4 'Grounded' (Omits mention of: Stone's support for whistleblower Julian Assange; «JFK"; «The Untold History of the United States") https://www.bbc.co.uk/sounds/play/p091pfzv.

### Guions
- Snowden: Official Motion Picture Edition. Co-authored with Kieran Fitzgerald. Skyhorse Publishing, 2016. ISBN 978-1510719712.